# 陸從諭
陸從諭（？—？），字耳宣，號院平，浙江嘉兴府平湖县人。

## 生平
四月十一日生，总角补弟子员，即究心理学，旁及诸子百家，冀为通儒，苦志下帷，寒暑不辍。万历二十二年（1594年）甲午科浙江乡试第十九名举人，四十七年（1619年）己未科進士，都察院觀政，天啓元年授国子监博士，三年升工部屯田司主事，历工部屯田司员外。无子，其卒也，囊橐萧然，称贷成殓。初，从谕妇翁殁，子女俱幼，从谕外御其侮，为抚养婚嫁成立，人以为有谢弘微之风。

## 家族
祖父陸金。父陸道光。弟陆从诰，字具评，天啓元年辛酉舉人，学业醇至，能为人师，狷介不苟取与，人咸稱之。